# カワサキ・GPZ900R

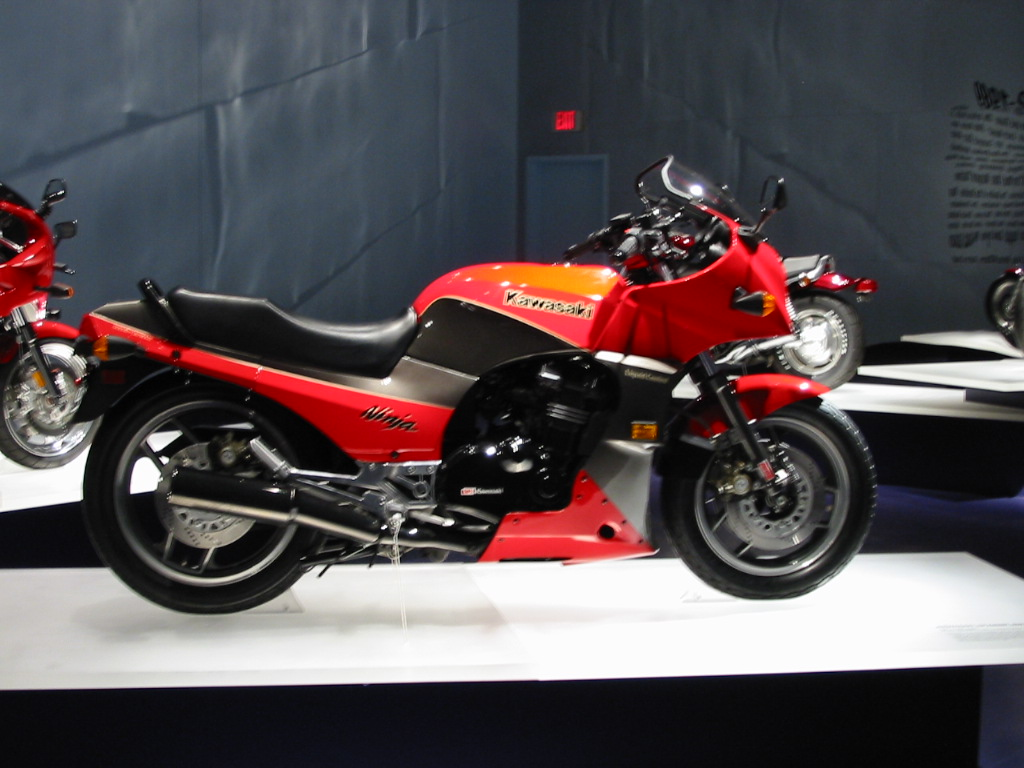
GPZ900R Ninja A1 初期型

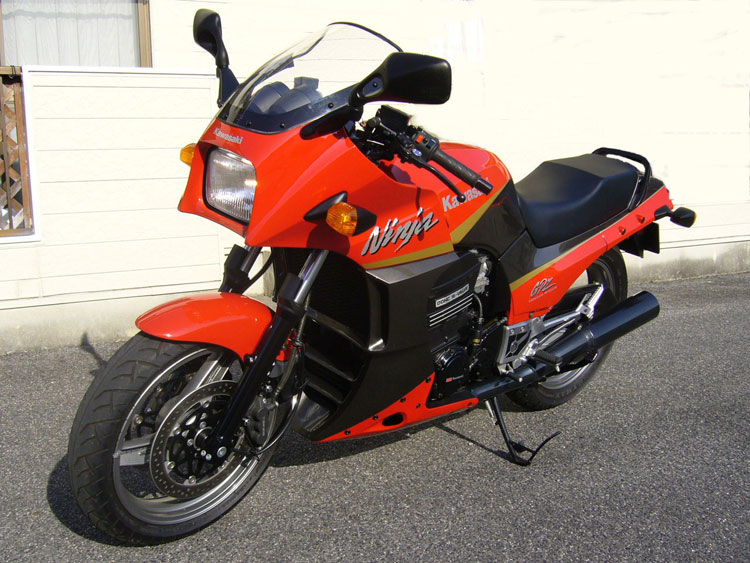
GPZ900R Ninja A16 Final Edition

カワサキ・GPZ900R(ジーピーゼットきゅうひゃくアール)は、1984年に市販された川崎重工業のスポーツツアラーのオートバイである。日本国外市場向けの仕様にはNinja(ニンジャ)のペットネームが付けられた。

## 概要
GPZ900Rの登場以前、1983年当時のカワサキのスポーツバイクの最上位機種であったGPz1100(ZX1100A)は、Z-1以来の伝統を持つ空冷4気筒エンジンを採用していたが、これ以上の性能向上は望めず、重量が大きすぎるため運動性を損なっていた。
小型で高出力なエンジンとコンパクトな車体を組み合わせることによって、GPz1100以上の動力性能とミドルクラスマシンに匹敵する俊敏さを併せ持ったロードスポーツを実現すべく、GPZ900Rが開発された。エンジンは全く新しく設計された水冷第1世代で、908ccの排気量で115PSを発揮し、1984年当時としては一流の性能だった。また、それを支える車体はラバーマウントを持たずにリジッド締結としたハイテンションスチール(高張力鋼)製で、ダウンチューブを廃止した代わりにエンジンそのものをストレスメンバーとして使用するダイヤモンドフレームを採用し、低重心化に貢献していた。また、空気抵抗を抑えるフルフェアリングと16インチフロントホイールの採用も当時は目新しい点だったと言える。
結果としてGPZ900Rの最高速度は250km/hをマークし、GPz1100よりも馬力では若干劣りながらも、最高速度・加速・コーナリングなどすべての面でGPz1100を上回る性能を持つ軽快なスポーツ車が誕生した。
なお、姉妹車に同一の車体構成でボア・ストロークをダウンしたエンジンを搭載するGPZ750R(748cc/77PS・G1-G3)があり、北米を除く各国に輸出された。日本国内では750 cc超の大排気量車の販売が1991年まで自主規制されていた関係上、国内市場向けとしては750ccモデルのみの販売となった。しかしオリジナルを求めるユーザーの需要も多く、多数のGPZ900Rが逆輸入と言う形をとって日本国内で登録された。
映画『トップガン』(1986年公開)、次作『トップガン マーヴェリック』(2022年公開)において、トム・クルーズ演じる主人公「ピート・“マーヴェリック”・ミッチェル」の愛車として世界的に有名になったオートバイである。

## 車両解説
カワサキの本格的水冷エンジンとして第1世代に当たるこのエンジンは、幅を詰めるためウエットライナー(シリンダーライナーに直接冷却水が触れる)という他社ではあまり見られない構造を持つ。幅を詰め、吸気をよりストレートにして効率を高めるため、カムチェーンは左端にレイアウトする「サイドカムチェーン」方式をオートバイ用の横置き直列4気筒エンジンで最初に採用した(カムチェーンを左に寄せるとサイドスタンドで立てた際にシリンダヘッドカバーに雨水が溜まるため、後に開発されたエンジンでは右端で駆動するのが一般的となった)。
トランスミッションは、Z系と同じくクランクウェブが1次減速のプライマリーギヤを兼ねるほか、クランクシャフトはジャーナルの1箇所をキャップで抑える構造とし、エンジン幅の抑制に努めている。フレームにラバーを介さずに直接マウントするリジッドマウントを採用するため、防振対策からこれも4気筒エンジンでは当時まだ珍しかった2次振動バランサー(1軸式)を装備している。シリンダーヘッドは1カム2バルブ駆動のロッカーアーム式DOHC。
なお、カワサキは1983年をもってレース活動を一時休止したために実戦投入には至らなかったが、姉妹車種のGPZ750RをベースとしたTT-F1用レーシングマシンも平行して開発されており、キットパーツとして日本国内外に供給された。

## 主要諸元
エンジン：水冷4ストロークDOHC4バルブ並列4気筒(908cc)
最高出力：115PS/9,500rpm
最大トルク：8.7kgf·m/8,500rpm
乾燥重量：228kg
タイヤサイズ：F120/80V16 R130/80V18
スペックは1984年式(A1)のもの。当時は各国仕様によって最高出力が変更されており、仕向先によって110PS/69PSの仕様も存在した。

## モデル一覧

### A1
1984年に全く新しい機種として市場に投入され、元WGPチャンピオンでカワサキ・ワークスライダーであったコーク・バリントンのデモンストレーションと高性能で注目を集める。
- 乾燥重量228 kg
- 車体ロゴは「GPz900R」と表記(正確には「Z900R」の部分のロゴが小さい)
- カラーリングは(BLU)ルミナスポラリスブルー×ギャラクシーシルバー、ファイヤークラッカーレッド×メタリックグレーストーン
- フレームNo.ZX900A-000001〜 ,JKAZX2A1=EA000001〜

### A2
1985年発売。

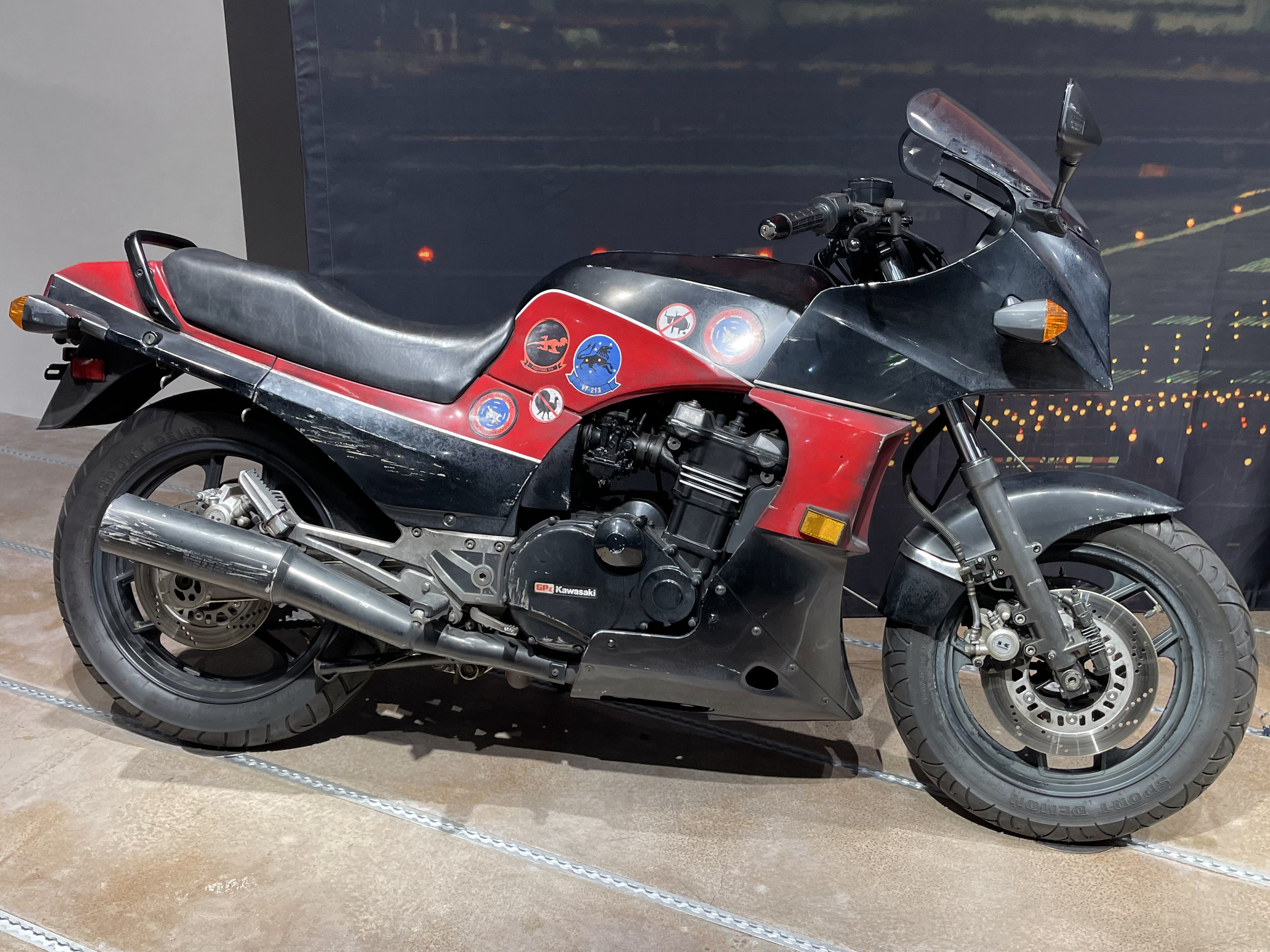
『トップガン マーヴェリック』使用車両

- カラーリング変更 ルミナスポラリスブルー×ギャラクシーシルバー、ファイヤークラッカーレッド×エボニー、ライムグリーン×ポーラホワイト(南アフリカ仕様のみ)、ファイヤークラッカーレッド×ギャラクシーシルバー
- 映画『トップガン』(1986年公開)において主人公のピート・“マーヴェリック”・ミッチェルの愛車として登場した。
- 北米仕様はハンドルが高く、ステップも前方にセットされているのが特徴。
- フレームNo.ZX900A-015501〜 , JKAZX2A1=FA015001〜

### A3
1986年発売。
- 北米仕様は最高出力を110PSに落としトルク特性を向上、その他ヨーロッパ・南アフリカ・オーストラリアはフルパワーのままで115PS、西ドイツ・フランス等の馬力規制のある国は100PS
- 北米仕様「Ninja」最終型
- 潤滑系を強化するためシリンダーヘッドまわりのオイルラインを拡大化
- 車体ロゴを「GPZ900R」と表記
- フロントフォークのアウターチューブとブレーキキャリパーがシルバーに変更(A1およびA2はブラック)
- カラーリング変更(EBY)エボニー×ファイヤークラッカーレッド、ファイヤークラッカーレッド×パールアルペンホワイト
- フレームNo.ZX900A-031001〜035100 , JKAZX2A1=GA031001〜

### A4
1987年発売。
- カラーリング変更 ファイヤークラッカーレッド×ギャラクシーシルバー
- フレームNo.ZX900A-035101〜

### A5
1988年発売。
- ディスクローターをGPz1000RXと共通化(放熱孔 50穴 → 80穴)
- カムチェーンテンショナーの構造をノッチ式に改良
- カラーリング変更 エボニー×パールコスミックグレー(赤ライン)
- ホイールの塗装色をレッドに変更(A1からA4まではブラックとヘアラインシルバーとのツートーン)。
- 欧州仕様のみ製造
- フレームNo.ZX900A-038501〜

### A6
1989年発売。
- 冬季におけるガソリンの霧化性能を向上させるべく、ラジエーター液をキャブレターに循環させるキャブヒーターが装備される。
- カラーリング変更 エボニー×パールコスミックグレー(金ライン)
- ホイールのカラーを単色のゴールドメタリックに変更(A5までは塗装色とヘアラインシルバーとのツートーン)。
- 欧州仕様のみの製造
- フロントホイール16インチ時代の最終モデル
- フレームNo.ZX900A-042001〜 , JKAZX2A1=KA042001〜

### A7
1990年発売。
- フルパワー車のエンジン出力が108PSに落とされる
- 乾燥重量が234 kgに増加
- メーターパネルデザイン変更によりアンメーターの廃止
- バックミラーのデザイン変更
- シートスポンジの材質変更
- ステップラバーのデザイン変更
- ディマスイッチ変更(デザインおよびウインカープッシュキャンセル化)
- ホイールデザインおよびサイズ変更(F:2.50-16 → 3.00-17、R:3.00-18 → 3.50-18)
- タイヤサイズの変(F:120/80-16 → 120/70-17、R:130/80-18 → 150/70-18)
- ブレーキキャリパーの変更(F:片押し1ポット → 対向4ポット、R:片押し1ポット → 片押し2ポット)
- ブレーキローターの変更(F: ⌀280 → ⌀300、R: ⌀270 → ⌀250)
- フロントフォークの変更(⌀38 → ⌀41)、AVDS(フロントフォーク沈み込み防止機能)廃止
- サイレンサー長変更(30 mm位長くなる)
- カラーリング変更(エボニー×パールコスミックグレー、エボニー×ファイヤークラッカーレッド)
- フレームNo.ZX900A-048001〜 , JKAZX2A1=LA048001〜

### A8
1991年発売。
- 日本での750cc超のオートバイの自主規制が撤廃され日本仕様が発売。日本仕様は最高出力86PS/9,000rpm・最大トルク7.3kgf·m/6,500rpm 速度リミッターが180km/hで作動、さらにロングマフラーの採用、ヘッドライト常時点灯化。輸出仕様はA7と同一。
- キャブレターボディがシルバーに変更(A7まではブラック)
- カラーリングはA7と同一
- フレームNo.ZX900A-056001〜 , JKAZX2A1=MA056001〜
- フレームNo.ZX900A-058183〜ZX900A-059848(日本国内仕様)

### A9
1992年発売。
- アッパーカウルにはKawasakiのロゴに変わり、Ninjaのロゴ
- カラーリング変更は日本仕様のみ
- ルミナスポラリスブルー×ギャラクシーシルバー、ファイヤークラッカーレッド×メタリックグレーストーン
- 輸出仕様はA8のまま生産
- フレームNo.ZX900A-063001〜ZX900A-063892(日本国内仕様)

### A10
1993年発売。
- 日本仕様のホイールのカラーを単色のガンメタルグレーに変更(A6からA9まではゴールドメタリック)。
- 輸出仕様はA8のまま生産され欧州仕様生産最終年
- フレームNo.ZX900A-068001〜078000
- フレームNo.ZX900A-068921〜070887(日本国内仕様)

### A11
1998年発売。
- カラーリング変更 ライムグリーン×パールアルペンホワイト、ファイヤークラッカーレッド×メタリックグレーストーン
- 日本国内・日本国外ともに共通のカラーリング
- 日本国内仕様のタイヤの速度レンジを日本国外仕様と同じV規格へ変更
- グリップのデザインをZRX1100と共通化
- ヘッドライト常時点灯(日本国内/日本国外仕様とも)
- フレームNo.ZX900A-078001〜ZX900A-080555(日本国内仕様/マレーシア仕様)

### A12
1999年発売。
- フロントブレーキキャリパーを6ポットに変更
- リヤサスペンションガス封入式ショック搭載
- リンク比を変更
- タイヤラジアルに変更
- フロントフォークインナーチューブガード追加
- 日本国内仕様最終型(排出ガスや騒音規制の問題で生産終了になる/生産は2002年まで)
- フレームNo.ZX900A-085001〜ZX900A-087079(日本国内仕様/マレーシア仕様)

### A13
2000年発売。
- カラーリング変更 ファイヤークラッカーレッド×メタリックグレーストーン、パールクロームイエロー×ブラックパール(イエローの日本総輸入販売台数328台[要出典])
- マレーシア仕様のみ生産
- フレームNo.ZX900A-090001〜ZX900A-090474

### A14
2001年発売。
- カラーリング変更 エボニー×パールコスミックグレー、ライムグリーン×ポーラホワイト
- エボニー×パールコスミックグレーのみホイールに単色のゴールドメタリックを採用(A6 - A8と共通)
- ライムグリーン×ポーラホワイトは従来通りガンメタリックグレーを継続
- マレーシア仕様のみ生産
- フレームNo.ZX900A-092001〜ZX900A-092690

### A15
2002年発売。
- 排出ガス規制をクリアするため、二次空気導入装置「KCA(カワサキ・クリーン・エア)」採用
- マレーシア仕様のみ生産
- フレームNo.ZX900A-095001〜

### A16
2003年発売。
- 最終モデルには「Final Edition」のエンブレムあり(正規代理店販売の商品のみ)
- 並行輸入販売の商品にはこのエンブレムはない。
- カラーリング変更 ルミナスポラリスブルー×ギャラクシーシルバー、ファイヤークラッカーレッド×メタリックグレーストーン
- 初期型のA1のカラーラインナップ「赤・金ライン・灰」「青・赤ライン・銀」とほぼ共通しているが、ラインのデザインが太い、ホイールカラーの違い(A1のブラックとヘアラインシルバーに対し、A16は「赤」のガン*メタルブルーと「青」のゴールドメタリック)など、まったく同じではない
- マレーシア仕様のみ生産
- フレームNo.ZX900A-097001〜ZX900A-097162(?)

## 各種対策・リコール
- ロッカーアーム材質変更(A13あたりから)
- クランクケースボルトサイズ変更(A7から)
- カムチェーンテンショナー ラチェット式に変更(A7から)
- スターター ワンウェイクラッチ強化(A10から)